# Biserica „Sfinții Arhangheli Mihail și Gavriil” din Nisporeni (1864)
Biserica „Sf. Arhangheli Mihail și Gavriil” este o biserică amplasată în Nisporeni, Republica Moldova. Este un monument arhitectural de importanță națională inclus în Registrul monumentelor Republicii Moldova ocrotite de stat cu nr. 805 (raionul Nisporeni). Datează din 1864.